# خلود عيسى
خلود عيسى (15 فبراير 1990 -)، ممثلة سورية بدأت مسيرتها الفنية عام 2011.

## أعمالها

### من المسلسلات
- جنان نسوان 2017
- الشحرورة.
- أيام الدراسة - جزئين.
- ظل الحكايا.
- باب الحارة. - 6+7+8+9.
- زمن البرغوت
- زنود الست - الجزء الثاني و الثالث
- مسلسل عطر الشام
- وعدتني يا رفيقي
- صبايا الجزء الرابع
- صدر الباز

## روابط خارجية
- خلود عيسى على موقع قاعدة بيانات الأفلام العربية